# Đinh Triều Quốc Mẫu

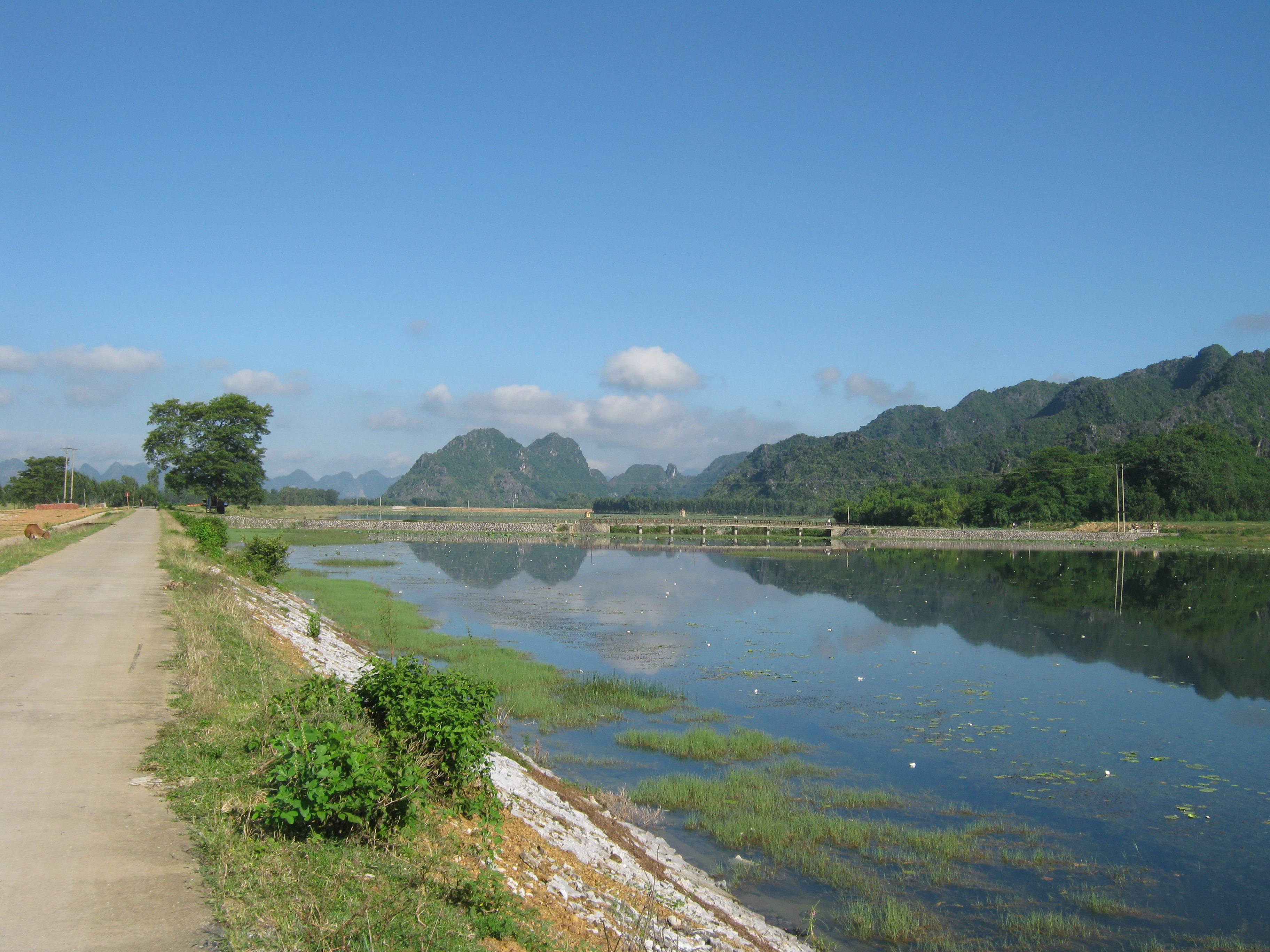
Phong cảnh đầm Cút và lối vào đền Thung Lá, nơi thờ Quốc Mẫu Đàm Thị

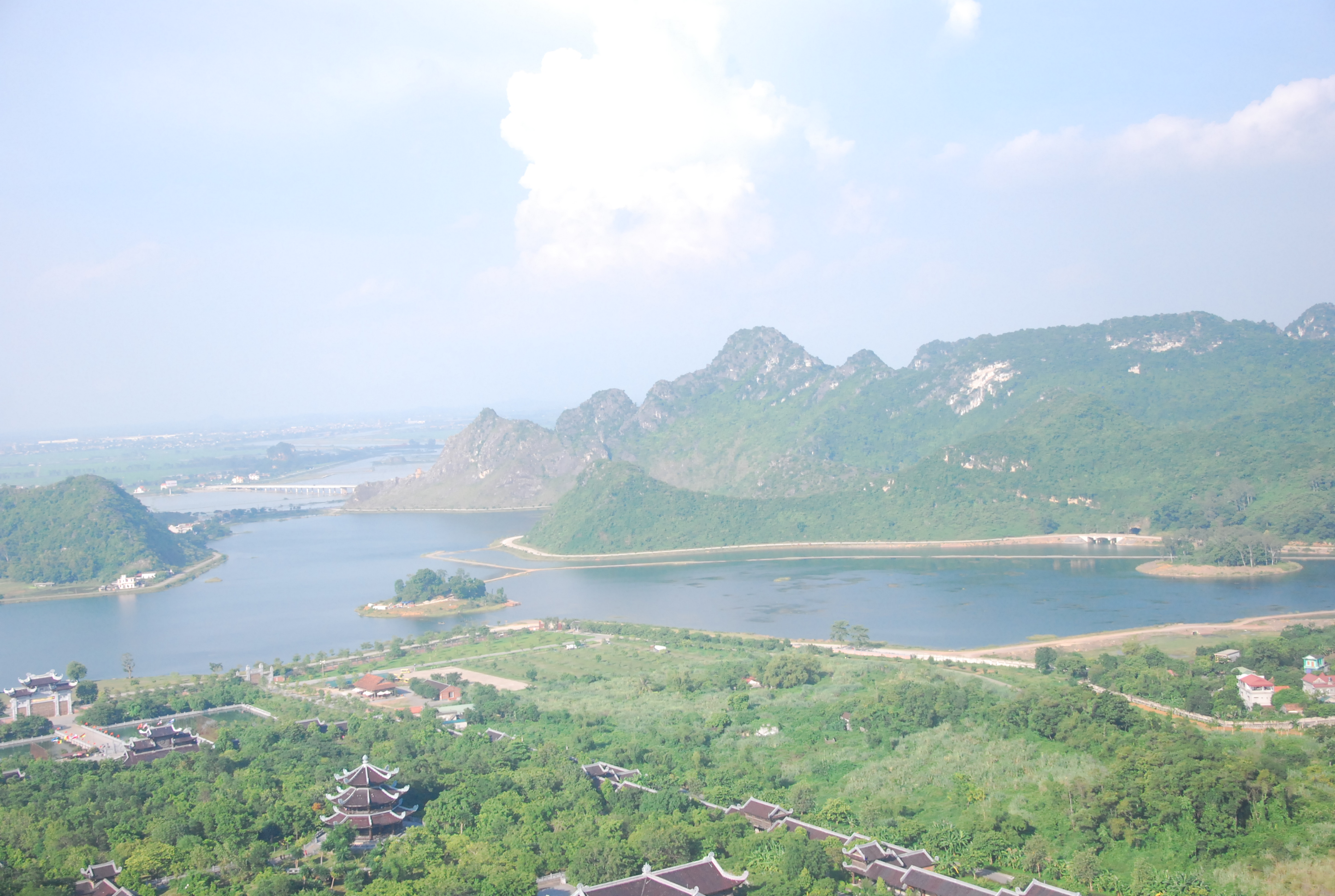
Phong cảnh hồ Đàm Thị ở chùa Bái Đính nhìn từ trên cao

Đinh Triều Quốc Mẫu (890 - 968) có tên gọi theo chính sử là Đàm Thị, tên húy theo dã sử là Đàm Thị Thiềm, là mẹ của Vua Đinh Tiên Hoàng trong lịch sử Việt Nam. Bà là vợ quan thứ sử Hoan Châu Đinh Công Trứ dưới thời Dương Đình Nghệ và Ngô Quyền trị vì. Khi chồng mất bà đưa con nhỏ Đinh Bộ Lĩnh và đám gia nhân trở về quê hương sinh sống, sau này con bà giành thắng lợi trong việc đánh dẹp loạn 12 sứ quân để lên ngôi Hoàng đế, lập ra triều đại Nhà Đinh và nhà nước Đại Cồ Việt trong lịch sử Việt Nam. Bà được lập đền thờ ở nhiều nơi thuộc Ninh Bình, Nam Định, Thái Bình, Hà Nội, Bắc Ninh và được các triều vua sau này sắc phong là Đinh Triều Quốc Mẫu.

## Xuất thân
Đại Việt sử ký toàn thư có viết: "Vua Đinh Tiên Hoàng họ Đinh, tên húy là Bộ Lĩnh, người ở động Hoa Lư, châu Đại Hoàng (nay là huyện Gia Viễn, tỉnh Ninh Bình) là con trai Đinh Công Trứ, Thứ sử Hoan Châu. Dẹp yên các sứ quân, tự lập làm đế... Vua còn nhỏ mồ côi cha, mẹ là họ Đàm đưa gia thuộc vào ở cạnh đền Sơn Thần trong động". Đền Sơn Thần tức là đền Long Viên ở xã Đề Cốc. Sách “Đại Nam nhất thống chí” ghi: “Long Viên: Ở xã Đề Cốc, nhà mẹ Đinh Tiên Hoàng ở đấy, tức chỗ cũ của Đinh Tiên Hoàng lúc còn ẩn náu, nền nhà cũ này vẫn còn nên gọi là “Long Viên”, trước mặt trong ra sông, có cầu Ngực, cầu Phanh, bên tả vườn có gò bằng phẳng, tức là chỗ bày trận cờ lau”. Xã Đề Cốc xưa, ngày nay chính là thôn Mỹ Hạ, xã Gia Thủy, huyện Nho Quan. Điều đó khẳng định quê của bà Đàm Thị là thôn Mỹ Hạ, xã Gia Thủy (huyện Nho Quan, Ninh Bình).
Theo truyền thuyết địa phương, Bà Đàm Thị Thiềm sinh thành tại Đào Vũ, Mỹ Đề, xã Đề Cốc, Tổng Đề Cốc, huyện Yên Hoa, phủ Thiên Quan, đạo Thanh Bình, là con gái của Đàm Viên Ngoại. Bà sinh ngày 15 tháng 8 năm Canh Tuất (890), thuở nhỏ đã hát hay và giỏi cung kiếm, được quan thứ sử người châu Đại Hoàng là Đinh Công Trứ khi đón về phủ Hoan châu. Ngày 15 tháng 2 năm Giáp Thân (22 tháng 3 năm 924), bà Đàm Thị Thiềm Nương đã sinh ra Đinh Bộ Lĩnh.
Sau khi Đinh Công Trứ mất ở Hoan Châu, bà Đàm Thị mới đưa Đinh Bộ Lĩnh về quê ngoại ở. Thấy Đinh Bộ Lĩnh “kéo nhau đi đánh trẻ con thôn khác, đến đâu bọn trẻ đều sợ phục, hàng ngày rủ nhau đến phục dịch kiếm củi thổi cơm. Bà mẹ thấy vậy mừng lắm, mổ lợn nhà cho chúng ăn”, điều đó thể hiện bà Đàm Thị rất thương yêu, quan tâm và động viên Đinh Bộ Lĩnh luyện tập quân sự ngay khi con trai còn nhỏ tuổi. Với tài trí hơn người, Đinh Bộ Lĩnh con bà được tôn làm Tù trưởng sách Đào Áo (nay thuộc các xã Gia Hưng, Gia Phú, Liên Sơn, huyện Gia Viễn, tỉnh Ninh Bình).
Căn cứ vào sử sách có thể thấy dòng họ Đàm bên ngoại Đinh Bộ Lĩnh thời đó cũng là một thế lực lớn ở Hoa Lư. Thời trẻ vua Đinh đã từng bị chú ruột Đinh Thúc Dự đuổi chạy qua cầu ở Đàm Gia Loan, cầu gãy, vua rơi xuống bùn, thì bỗng thấy hai con rồng vàng hiện ra bảo vệ vua nên người chú sợ mà rút chạy… Khi xưng đế, Đinh Bộ Lĩnh chọn một chỗ đất đẹp ở Đàm Thôn định dựng đô. Nhưng vì đất hẹp, thế không hiểm nên đành đóng đô ở Hoa Lư. Các địa danh Đàm Thôn hay Đàm Gia Loan nay ở gần làng Đàm Xá, tức vùng đất có nhiều người họ Đàm ở xã Gia Tiến, Gia Viễn, Ninh Bình.

## Giúp con dẹp loạn
Thần tích Ngọc phả của miếu Lộc Thọ, xã Độc Lập, Hưng Hà, Thái Bình chép rằng: Miếu thờ: “Quốc mẫu Thiềm Nương Hoàng Thái hậu”. Khi Đinh Bộ Lĩnh dấy cờ khởi nghĩa ở Hoa Lư, thấy đã đủ mạnh, ông rời Hoa Lư đi dẹp loạn các xứ quân, khi đi có đem theo thân mẫu Đàm Thị Thiềm cùng đi. 
Theo thần phả thì bà Đàm Thị Thiềm vốn cũng có tài cung kiếm võ nghệ. Sau khi về với sứ quân Trần Lãm ở Kỳ Bố Hải Khẩu, Đinh Bộ Lĩnh đã cùng các tướng Đinh Điền, Nguyễn Bặc, Lưu Cơ, Sát Công, Phạm Thành về đóng đồn ở Doanh đầu (trang Thụy Thú – Lộc Thọ) nhằm ngăn chặn sứ quân của Phạm Bạch Hổ, đang chiếm giữ đất Đằng Châu (nay ở Hưng Yên). Sau này khi thế lực đã mạnh ông để thân mẫu ở lại Trang Thuỵ Thú, tự mình dẫn quân đánh dẹp các sứ quân. Khi sắp xưng vương ông cho người về Trang Thụy Thú đón mẹ, nhưng do ốm nặng bà không về Hoa Lư được và mất tại Trang Thuỵ Thú ngày 10 tháng 10 năm Mậu Thìn (968). Vua Đinh Tiên Hoàng đã lệnh cho táng mẹ ở doanh đồn (Thuỵ Thú). Trên mặt huyệt dùng đá lấp lên sau dân làng xây miếu ở trên mặt mộ để thờ. Vua lệnh miễn giảm tô thuế cho dân Thuỵ Thú và từ đó thôn Thuỵ Thú được triều đình coi như một làng thuộc dân con quê cũ của mẹ vua. Trong miếu thờ Thái hậu còn ghi: “Thánh hậu Đinh Miếu” và có nhiều câu đối ca ngợi công đức của bà.
Theo Đại Việt Sử ký Toàn thư, Đinh Bộ Lĩnh cùng với con trai là Đinh Liễn có thời gian sang nương tựa cánh quân của Trần Lãm tại Bố Hải Khẩu (Thái Bình), đối chiếu với đoạn sử trên, cho phép nhận định rằng, có thể trong khoảng thời gian này, khi cùng con trai là Đinh Liễn đóng quân tại Bố Hải Khẩu, Đinh Bộ Lĩnh đã đưa mẹ đi theo và để mẹ sống ở trang Thụy Thú cách Bố Hải Khẩu 18 km.

## Tôn vinh
Đinh Triều Quốc Mẫu Đàm Thị được thờ ở nhiều di tích như: đền Long Viên, đền Thung Lá, Lăng Phát Tích, Cố đô Hoa Lư ở Ninh Bình; khu di tích quốc gia đình Bườn - Miếu Trúc và lăng mộ các nhân vật lịch sử ở Nam Định; miếu Lộc Thọ ở Thái Bình cùng với các từ đường Họ Đàm ở Vân Canh Hà Nội và Từ Sơn, Bắc Ninh.
Cụm di tích lịch sử Đinh Triều Quốc Mẫu ở xã Độc Lập, huyện Hưng Hà, tỉnh Thái Bình là một quần thể gồm: Hoàng Lăng, mộ địa, miếu, đình, đền, chùa. Tương truyền, trong quá trình dẹp loạn 12 sứ quân, Đinh Bộ Lĩnh đã về vùng Thụy Thú xưa lập căn cứ chống lại xứ quân Châu Đằng. Cùng đi có thân mẫu Đàm Thị Thiềm Nương và các tướng: Đinh Điền, Nguyễn Bặc, Lưu Công, Sát Công, Phạm Thành, Phạm Thọ, Lê Hoàn. Khi thế lực đã mạnh, Đinh Bộ Lĩnh để thân mẫu ở lại trang Thụy Thú, rồi dẫn quân đi dẹp 12 sứ quân. Khi sắp xưng vương, ông cho người về trang Thụy Thú đón mẹ nhưng do ốm nặng, bà không về kinh đô Hoa Lư được và mất tại trang Thụy Thú vào ngày 10/10 âm lịch năm 968. Đinh Bộ Lĩnh đã lệnh cho quân sĩ an táng mẹ tại đây và cử bốn vị tướng là Đinh Điền, Phạm Thành, Lưu Công, Sắt Công về trang Thụy Thú chiêu mộ dân chúng bảo vệ Hoàng lăng, mộ địa. Sau khi 4 vị tướng qua đời, dân làng lập đền và đình để thờ và tôn 4 vị làm thành hoàng làng, còn trên phần mộ của Hoàng Thái Hậu Đàm Thị, dân làng xây miếu làm nơi hương khói. Tại đây còn lưu 10 đạo sắc phong của ba đời vua Nguyễn: Thành Thái, Duy Tân, Khải Định. Các triều vua đã ban cấp thần hiệu: Đinh Triều Quốc Mẫu nhân từ Thiềm Nương Hoàng thái hậu trang huy dực bảo trung hưng thượng đẳng thần.
Di tích đình Bườn, miếu Trúc và mộ các nhân vật lịch sử liên quan thuộc xã Mỹ Thắng (Mỹ Lộc, Nam Định) là Di tích lịch sử quốc gia. Đình Bườn và những di tích có liên quan như: lăng mộ Đàm Hoàng Thái hậu, lăng mộ Tướng quân Cao Mộc, miếu Trúc thờ Tướng quân Phùng Gia được xây dựng trên khu vực đồn binh An Biện (Bườn) xưa của Đinh Bộ Lĩnh. Đây là một trong những căn cứ quan trọng trong việc tích trữ lương thực, chiêu mộ binh sĩ, giúp Đinh Bộ Lĩnh dẹp loạn 12 sứ quân, thống nhất đất nước. Về giá trị lịch sử, cùng với các đạo sắc phong thần, tại đình Bườn và các di tích có liên quan còn có nhiều câu đối ca ngợi công đức và sự thờ tự đối với Đàm Hoàng Thái hậu, Tướng quân Cao Mộc và Tướng quân Phùng Gia. Hằng năm, tại di tích, nhân dân địa phương ba lần mở hội vào các ngày kỵ của Đàm Hoàng Thái hậu.
Tại di tích chùa Bái Đính (Ninh Bình), hồ Đàm Thị là một danh thắng nằm sát chân núi phía bắc của dãy núi Tràng An gắn với giai thoại Thái hậu Đàm Thị đã từng mò cua, bắt tép ở đây để nuôi con, giữa hồ là di tích đền Quốc trưởng công chúa thờ chị gái Vua Đinh Tiên Hoàng.
Từ đường Đàm Công thuộc thôn Kim Bảng, xã Hương Mạc, huyện Từ Sơn, tỉnh Bắc Ninh là công trình kiến trúc cổ dân gian được xây dựng từ lâu, đã qua nhiều lần tu bổ. Trong phả có chép “nhất cô giá Đinh triều” là nói về Đinh Triều Quốc Mẫu, tức cụ bà Đàm Thị là danh nhân tiêu biểu nhất của dòng họ.